# Tweede Rijk

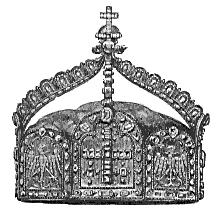
De, alleen op papier bestaande, kroon van het Keizerrijk werd ontworpen omdat de keizerskroon van het "Eerste Rijk" ook na 1870 in Wenen werd bewaard.

Met het Tweede Rijk wordt meestal het Duitse Keizerrijk bedoeld, zoals dat van 1871 tot 1918 met uitsluiting van Oostenrijk bestond.
De term wordt dan gebruikt in samenhang met het "Eerste Rijk", het Heilige Roomse Rijk van de Duitse Natie, dat van 800 tot 1806 heeft bestaan, en het "Derde Rijk", het Duitsland van "Führer" Adolf Hitler van 1933 tot 1945.
De drie keizers van het Tweede Rijk waren:
- Wilhelm I (1871-1888)
- Frederik III (1888)
- Wilhelm II (1888-1918)

De term "Tweede Rijk" werd vaker gebruikt in literaire of filosofische zin, maar als aanduiding van een periode in de Duitse geschiedenis danken we de term aan de conservatieve, nationalistische en anti-democratische schrijver Arthur Moeller van den Bruck. Moeller publiceerde in 1923 een boek dat "Drittes Reich" heette en een synthese van nationalisme en socialisme beschreef.
Fjodor Michailovitsj Dostojevski en Joachim van Fiore waren Moellers inspiratiebronnen.